# Lazăr Dumitru
Lazăr Dumitru (n ?, d. 1940) a fost un locotenent al Armatei Române torturat și ucis împreună cu alți patru soldați și cu țăranul Ioan Pop.